# Marinus Staber
Marinus Staber ist ein deutscher Nachwuchsschauspieler. 
Er entstammt der Musikerfamilie Staber vom Huaglhof in der oberbayerischen Gemeinde Riedering (Landkreis Rosenheim), deren Mitglieder den Kern der Riederinger Sänger bilden. Früh wurde er – wie seine älteren Geschwister – Mitglied der Riederinger Hirtabuam und wirkte in Aufführungen im Theaterzelt Riedering mit.
2022 spielte er den jungen Hannes in dem preisgekrönten Kurzfilm Zwischen uns der Himmel von Louisa Grötsch. Am 6. Dezember 2023 war er im Vorabendprogramm der ARD als Quirin Tauchfelder in der Folge Das letzte Abendmahl der Kriminalserie Hubert ohne Staller zu sehen, wo er gemeinsam mit seinem Bruder Sepp den Fall aufklärte. 

## Filmografie
- 2022: Zwischen uns der Himmel (Regie: Louisa Grötsch)
- 2023: Hubert ohne Staller: Das letzte Abendmahl (Regie: Manuel Weiss)